# 스코틀랜드 요리

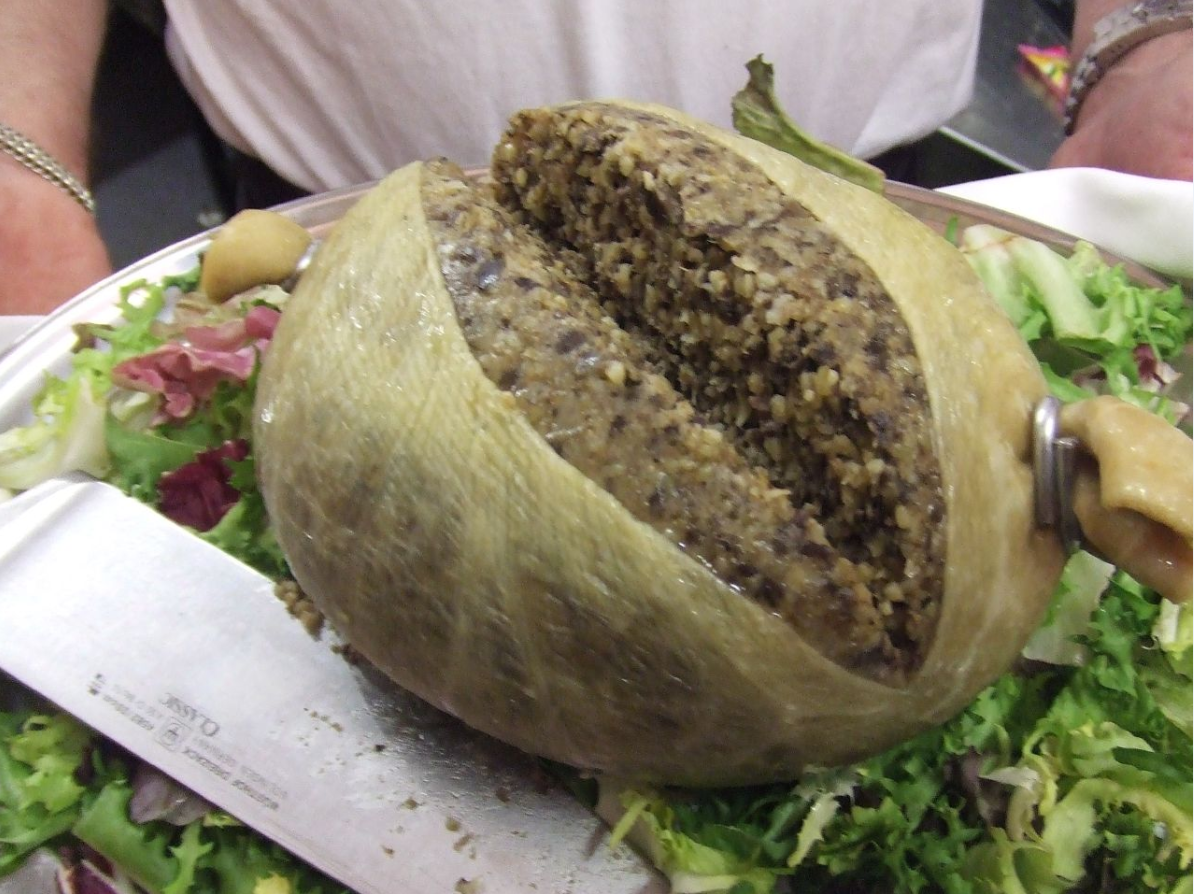
해기스

스코틀랜드 요리(Scotland料理, 스코틀랜드 게일어: còcaireachd na h-Alba 코커러흐트 나 할라바, 영어: Scottish cuisine 스코티시 퀴진[*])는 서유럽 영국에 있는 스코틀랜드의 요리이다. 영국 요리의 본질적인 요소를 갖고 있지만 독자적인 요리법이 있다. 대개는 주변국과 주변 지방의 영향을 많이 받았기 때문인데 이민이 이뤄지면서 스코틀랜드의 전통 요리가 세계적으로 퍼졌고 대중이 받아들이게 되었기 때문이다.
과일, 채소, 낙농품과 가금류가 많이 쓰이며 예로부터 조금 비싼 향신료를 가미하는 관습이 있었다. 웰빙 푸드가 존재하지만 대다수 요리들의 지방 함유량이 높고, 주식으로 삼는 육류의 경우 영양 결핍이 양산되는 경우가 많아 비만률이 높게 나타나는 편이다. 최근에는 신선한 과일이나 채소에 대한 관심이 상당히 높아지고 있지만 저소득층의 비율이 높은 편이어서 식단이 좋지는 않다.

## 역사

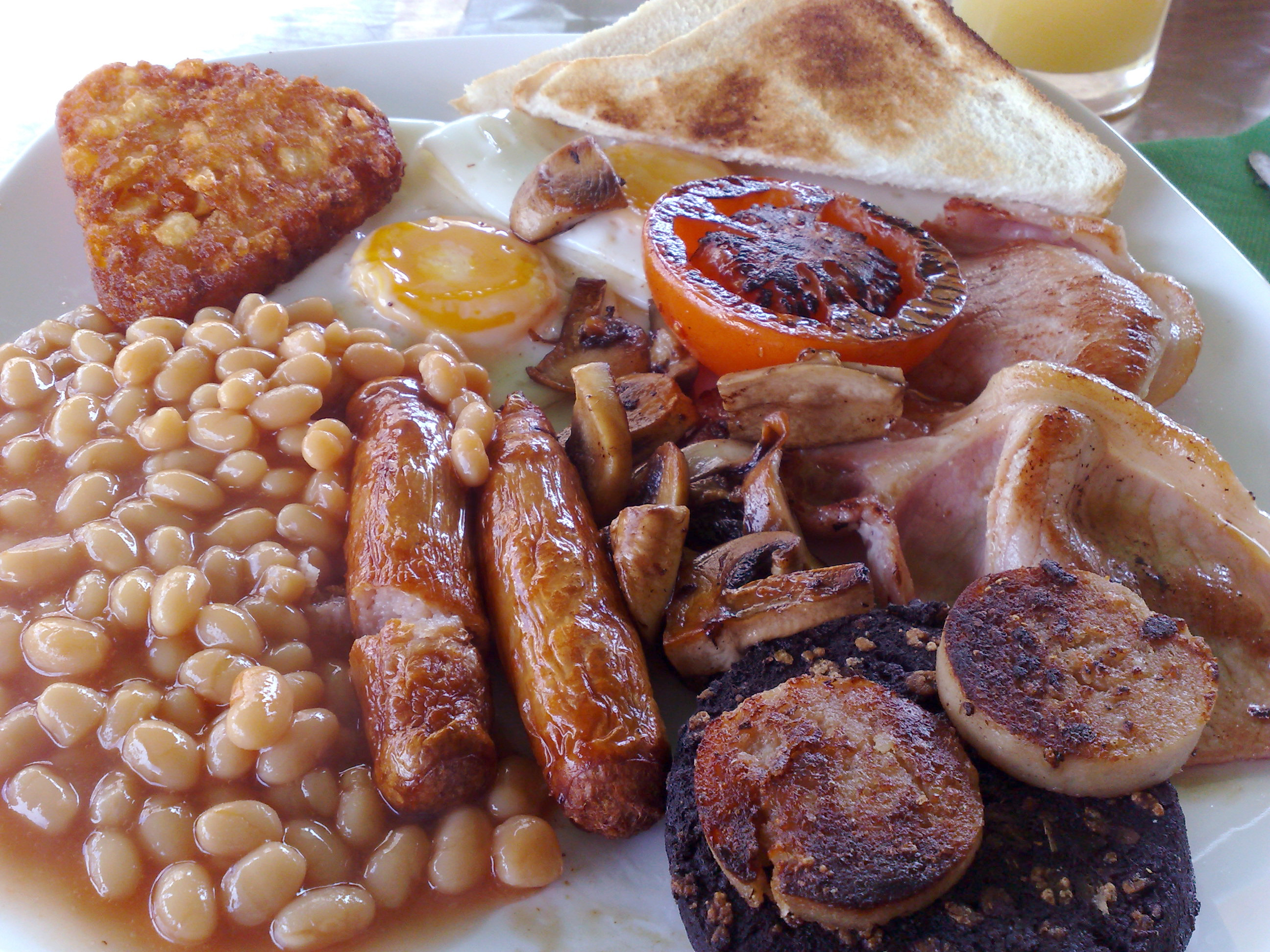

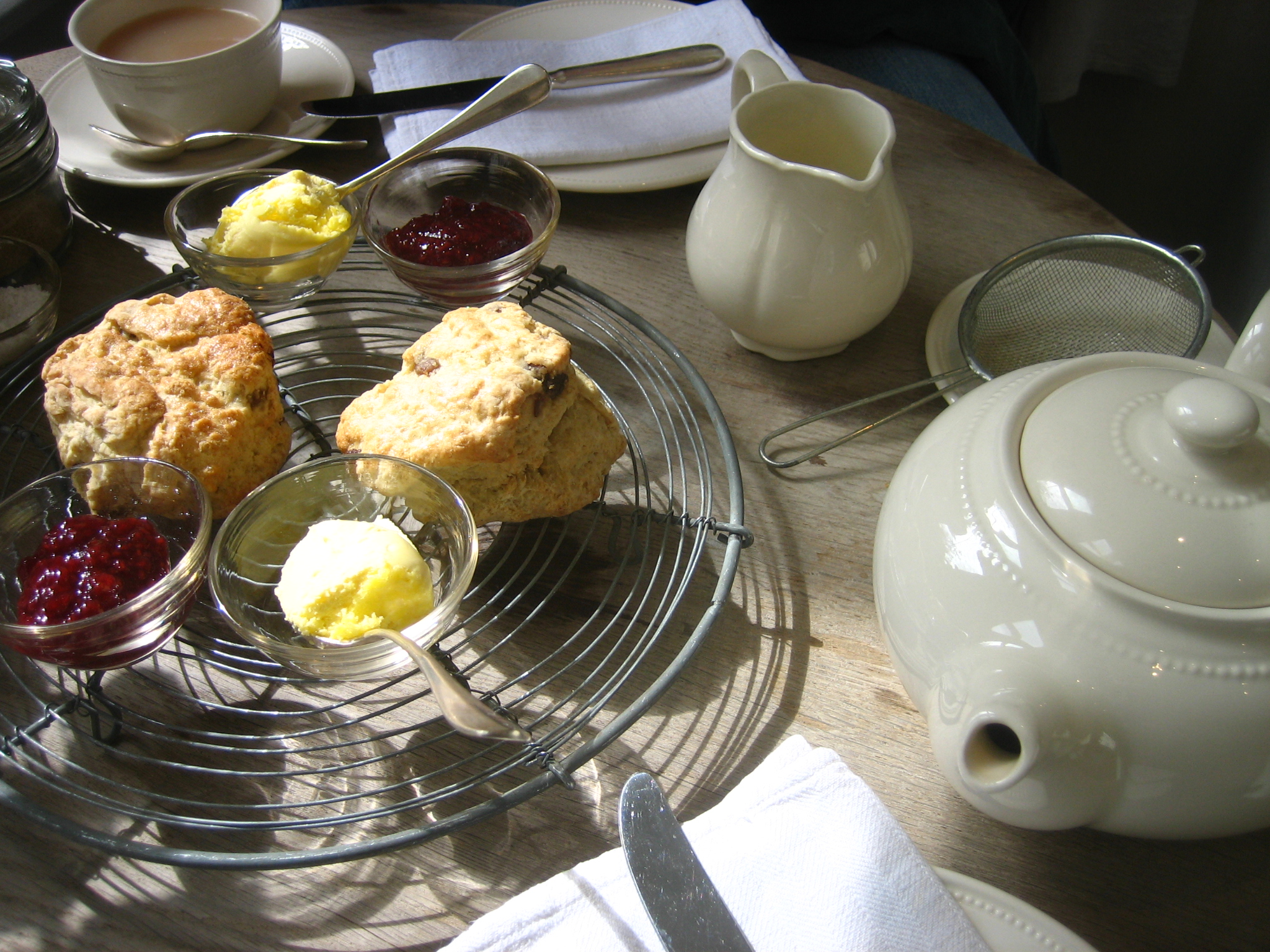

스코틀랜드는 온난한 기후와 풍부한 가금류가 잡히기 때문에 주민들은 수천년간 이러한 양식을 써왔다고 전해진다. 해안가와 그 주변으로 수산물이 많이 잡히기 때문에 농업이 전해지기 전에는 어로가 굉장히 성하였다.
다른 유럽국가들처럼 봉건 방식을 고수해왔다. 이러한 방식 때문에 사냥과 식용에 대해 섭취 가능한 음식도 천차만별이었다.
중세 이후부터 탄수화물에 대한 섭취가 높아진 것으로 전해진다. 대개는 보리나 오트밀로 만든 빵류를 선호한다고 전한다. 순종 밀을 쉽게 재배하기가 어려운 편이라서 곡식이 항상 풍부하지 않았다. 때문에 곡식을 절약하는 습관이 지속되었다. 곡식과 함께 모든 가금류의 육류가 소비되었다.
쉽게 부패하지 않는 음식을 선호하여 고대 스코틀랜드인들이 곡식을 조금씩 담고 다니거나 하였는데 이후 야채와 함께 곁들여서 만드는 죽으로 만들거나 팬케이크로 만들기도 하였다. 스코틀랜드에서 가장 유명한 음식인 해기스(Haggis) 또한 이러한 전통 방식에서 유래했다고 전해진다.

### 프랑스로부터의 영향
중세 후반기와 근대 초기에 프랑스 요리가 스코틀랜드 요리에서 중요한 역할을 하기 시작하였다. 스코틀랜드의 메리 여왕이 프랑스의 각 분야 전문가를 데리고 들어오면서 프랑스 요리가 도입되었다고 볼 수 있다.

### 프랑스에서 유래한 요리 용어
- 어쉣(Ashet) - Assiette, 프랑스어에서 접시를 의미하는 용어가 굳어짐
- 카넬(Cannel) - Cannelle-Cinnamon, 계피유를 일컫는 말.

### 20, 21세기
20세기로 접어들면서 역동기에 접어들었다. 여타 영국의 지방들처럼 대영 제국의 번창에 따라 많은 제품이 수입되었다. 그러나 이에 머물지 않고 새로운 음식을 도입하여 스코틀랜드 대중이 이를 받아들이거나 발전하는 경우도 있었다.
후에 젊은 층을 중심으로 가공 식품이 늘어나면서 글래스고를 중심으로 아이들이 통조림과 같은 제조 식품을 좋아하는 풍조가 일어나기도 하였다.
19세기에서 거치면서 이탈리아와 파키스탄, 인도로부터의 이민이 급속도로 증가하였다. 이민자의 문화가 흡수되면서 스코틀랜드 요리 또한 변모하기 시작하였다. 신선한 음식과 양념을 골고루 사용하는 습관은 이탈리아 이민 계열로부터 시작하였다.
이외에 폴란드로부터의 이민 계열이 늘면서 고급 레스토랑을 중심으로 중앙유럽의 진미가 들어오기 시작하였다.

### 패스트 푸드
20세기 중반에 들어가면서 패스트 푸드의 소비가 늘었다. 때문에 식단에 관련한 질병의 발병률이 많이 늘어났으나 피쉬앤드칩스는 아직도 영국인의 대중적인 음식이다. 피자나 터키식의 케밥을 파는 체인점도 스코틀랜드 전역에서 인기 있는 편이다.
특별히 서쪽 해안 지방에서는 기름을 많이 사용해서 튀겨 먹는 방식이 사용된다. 피자 등의 기름진 음식도 본 조리법보다 더욱 많은 기름을 사용한다는 의미로 "Deep Fried"라는 명칭이 가게 메뉴 혹은 가게 앞에 쓰여있기도 하다.
1960년대 이후 미국 스타일의 패스트푸드가 도입되면서 맥도날드와 버거킹, 피자헛, 켄터키 후라이드치킨 등이 전 도시에 퍼졌다. 서유럽 국가와 유사한 현상을 겪은 것이다.

## 같이 보기
- 영국 요리